# MapReduce
A MapReduce egy programozási modell nagy adathalmazok feldolgozására párhuzamosan és egy szerverfürtön elosztottan.
A MapReduce tartalmaz egy map funkciót, amely szűrést és rendezést végez, valamint egy reduce funkciót, amely összegzi az eredményt. A MapReduce rendszer osztja el a feladatokat a szervereken párhuzamosan futtatva azokat, irányítva minden adatátvitelt, egyúttal hibatűrést is biztosít redundancián keresztül.
A modellt a funkcionális programozásból ismert map és reduce funkciók inspirálták, bár a használatuk nem egészen ugyanaz a MapReduce rendszerben, mint az eredeti formában.

## Logikai felépítés

### Olvasó
Az olvasó a bemeneti adatokat megfelelő méretű szeletekre vágja (tipikusan 16 és 128 MB között). Például szöveges állományokat olvashat egy ilyen olvasó komponens és minden sorát egy rekordként adja át.

### Map
A map funkció kulcs-érték párokat fogad, amiből valamennyi (nulla vagy több) kimenő kulcs-érték párt készít. A bemenő és kimenő értékek típusa lehet különböző és gyakran valóban különböző.

### Partícionáló
A partíció funkció minden map funkció kimenetet hozzárendeli egy reduce funkció futtatóhoz.

### Összehasonlító
Minden reduce funkció kimenetét egy összehasonlító funkció segítségével rendezi a Mapreduce rendszer.

### Reduce
A MapReduce rendszer a reduce funkciót minden kulcsra meghívja egyszer. A reduce funkció iterálhat a kulcshoz rendelt értékeken és generálhat nulla vagy valamennyi kimenetet.

### Kimenet író
A kimenet író egy perzisztens adattárolóra írja a kimeneti adatokat, ez általában egy elosztott fájlrendszer.

## Használat
A MapReduce algoritmust számos különböző területen használják, például elosztott minta-alapú keresés, elosztott rendezés, web log statisztika feldolgozás, gépi tanulás. A Google-nél a MapReduce algoritmust használták a világháló indexének felépítésére.

## Implementációk
- Apache Hadoop
- MongoDB
- Apache HBase
- Apache Cassandra
- Nutch

## Lásd még
- Elosztott számítások
- Terheléselosztás
- Számítógépfürt
- NoSQL